# Camisa de ciclismo

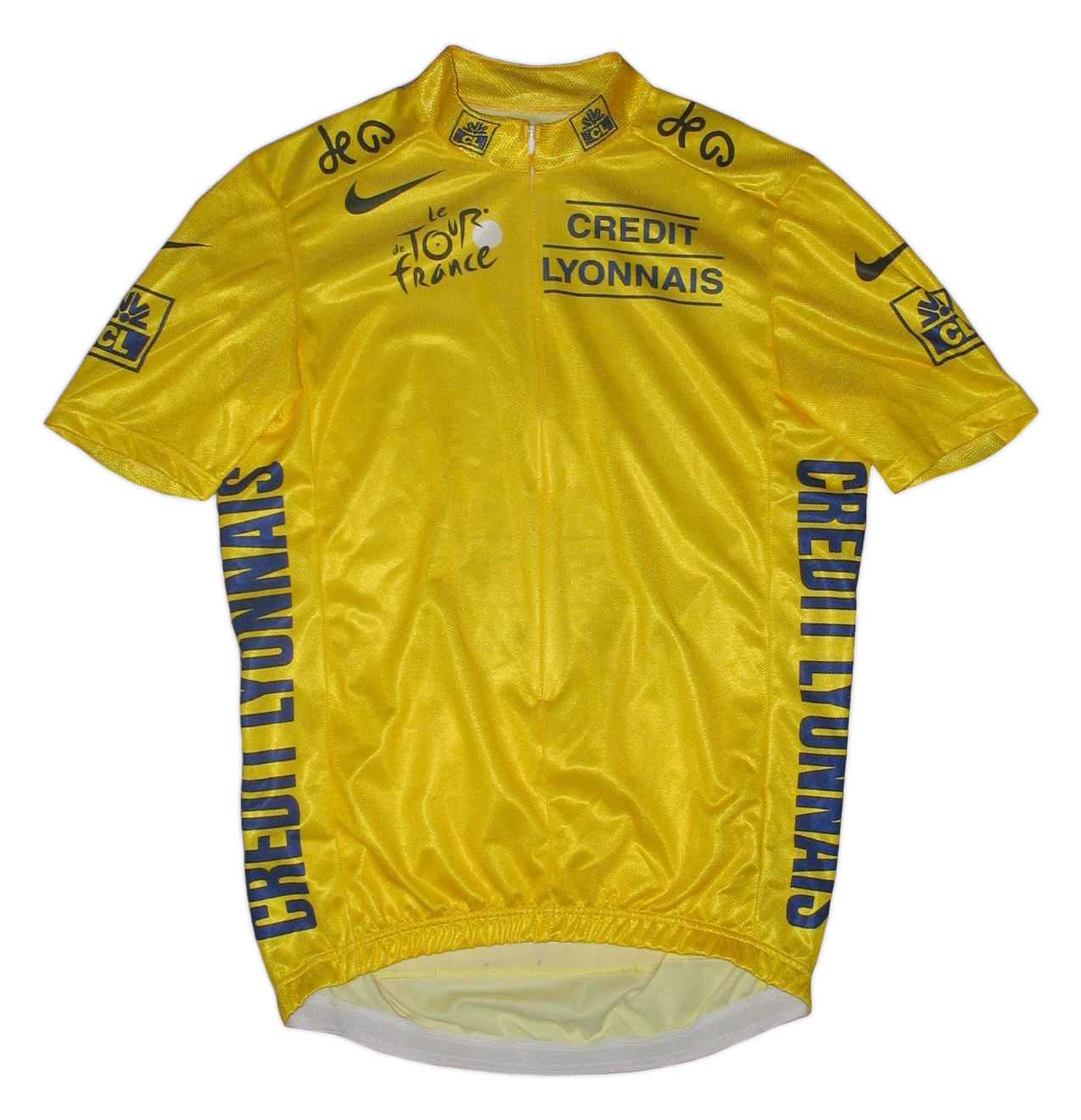
Versão comercial da camisa amarela, 2004

Uma camisa de ciclismo é especialmente desenvolvida para a prática do ciclismo. Enquanto a maiora utiliza trajes convencionais enquanto pedala, uma camisa de ciclismo oferece certas vantagens a ciclistas competitivos. A camisa tem um tipo de corte de forma a se ajustar com a posição que um ciclista competitivo permanece durante maior parte do tempo. Usualmente as camisas tem bolsos na parte de trás da camisa. A camisa de ciclismo é usualmente justa ao corpo para reduzir a resistência do ar. Elas são fabricadas com tecidos que absorvem a umidade do corpo, mantendo o ciclista mais confortável.
Faz parte tradição do ciclismo profissional a utilização das camisas para que os patrocinadores mostrem suas logomarcas.

## Origem
As camisas mais conhecidas são, provavelmente, a camisa amarela da Volta da França e a camisa rosa no Giro da Itália. Foram dadas a estas camisas as mesmas cores dadas às páginas dos jornais esportivos de cada país e os principais patrocinadores das respectivas competições. Várias outras camisas levam as cores ou desenhos de seus patrocinadores e algumas têm suas cores modificadas quando um novo patrocinador é encontrado.

## Visão geral das camisas

### Competições longas
| Competição       | Líder da prova                               | Líder na pontuaçào                           | Rei da montanha                                      | Mais jovem líder                           | Outras |
| ---------------- | -------------------------------------------- | -------------------------------------------- | ---------------------------------------------------- | ------------------------------------------ | --- |
| Volta de Benelux | Camisa vermelha (Rode trui ou Maillot rouge) | Camisa azul (Blauwe trui ou Maillot bleu)    | Não existe uma camisa especial para Rei da montanha. | Camisa amarela (Gele trui or Maillot jaune | |
| Giro da Itália   | Camisa rosa (Italiano: maglia rosa)          | Cyclamen jersey (Italiano: maglia ciclamino) | Camisa verde (Italiano: maglia verde)                | Camisa branca (Italiano: maglia bianca)    | Último colocação: Camisa preta (Italiano: maglia nera) Líder meta intermediária: Camisa azul-celeste (ou maglia azzura)                                                                                        |
| Volta da França  | Camisa amarela (Francês: maillot jaune)      | Camisa verde (Francês: maillot vert)         | Camisa de bolinhas (Francês: maillot à pois rouges)  | Camisa Branca (Francês: maillot blanc)     | Último colocado: Lanterna vermelha - Mais combativo: Numeração vermelha - Equipe liderando: Numeração amarela Histórico: - Líder geral combinado: Camisa combinada - Líder meta intermediária: Camisa vermelha |
| Volta da Espanha | Camisa ouro or (Espanhol: Camisa Oro)        |                                              |                                                      |                                            | Combinado: Camisa branca |

### Camisas de campeonatos
| Campeonato         | Camisa           |
| ------------------ | ---------------- |
| Campeonato Mundial | Camisa Arco-íris |
| África do Sul      |                  |
| Alemanha           |                  |
| Austrália          |                  |
| Áustria            |                  |
| Bélgica            |                  |
| Bielorrússia       |                  |
| Brasil             |                  |
| Burkina Faso       |                  |
| Canadá             |                  |
| Cazaquistão        |                  |
| Chile              |                  |
| Colômbia           |                  |
| Croácia            |                  |
| Dinamarca          |                  |
| Eslovênia          |                  |
| Estados Unidos     |                  |
| Estônia            |                  |
| Finlândia          |                  |
| França             |                  |
| Hungria            |                  |
| Irlanda            |                  |
| Itália             | Maglia tricolore |
| Japão              |                  |
| Letônia            |                  |
| Lituânia           |                  |
| Luxemburgo         |                  |
| Moldávia           |                  |
| Nova Zelândia      |                  |
| Noruega            |                  |
| Países Baixos      |                  |
| Polônia            |                  |
| Portugal           |                  |
| Reino Unido        |                  |
| República Checa    |                  |
| Rússia             |                  |
| Suécia             |                  |
| Suíça              |                  |
| Ucrânia            |                  |
| Uzbequistão        |                  |
| Venezuela          |                  |